# Greek
Greek (ou titré au générique en faux grec GRΣΣK) est une série télévisée américaine comico-dramatique en 74 épisodes de 42 minutes, créée par Patrick Sean Smith et diffusée entre le 9 juillet 2007 et le 7 mars 2011 sur ABC Family.
En France, la série est diffusée depuis 2007 sur June et depuis le 1er janvier 2008 sur Virgin 17.

## Synopsis
La série met en scène un groupe d'étudiants dans le Système Grec (Système particulier des Fraternités et des Sororités au sein des universités américaines) dans l'université fictive de Cyprus-Rhodes. Rusty Cartwright est en première année au sein de cette université et fait des efforts pour changer son image de geek. Sa grande sœur Casey possède une place confortable dans la sororité Zeta Beta Zeta (ZBZ), mais Rusty outrepasse les conseils de celle-ci en décidant de rusher une fraternité pour y être recruté. Seulement, sa sœur, qui souhaite devenir la présidente de la sororité Zeta Beta Zeta (ΖΒΖ) de l'université, ne veut pas de lui dans son monde, car cela risque de nuire à sa propre image alors qu'elle est en pleine campagne. 
Rusty ne désespère pas et continue sa recherche parmi les fraternités de l'université. Pour cela, il va devoir faire ses preuves et montrer qu'il peut être un véritable fêtard. Il est accompagné pour cela de Calvin, qui deviendra son meilleur ami. Il va aussi rapidement entrer en contact avec le petit ami de Casey, Evan, qui n'est autre que le responsable du recrutement des bizuths de la fraternité Omega Chi Delta (ΩΧΔ), connu comme étant le « foyer des mecs les plus canons du campus ». Rusty préfèrera cependant entrer dans la fraternité des Kappa Tau Gamma (KTΓ) connue pour ses fêtes déjantées organisées par le président Cappie, l'ex de Casey.

## Production

### Lieux de tournage
- Studio de Los Angeles ;
- Université de Californie à Los Angeles ;
- Université de Caroline du Nord à Chapel Hill.

### Musique
Trois groupes sont apparus dans la première saison :
- Plain White T's qui a joué Our Time Now et Hey There Delilah dans l'épisode The Rusty Nail pendant une fête organisée par les Kappa Tau. Ils ont également joué Friends Don't Let Friends Dial Drunk et Making a Memory dans l'épisode Friday Night Frights. Par ailleurs Tiffany Dupont, qui joue Frannie dans la série, est apparue dans le clip de la chanson Natural Disaster qui sert de bande son à la promo de la deuxième saison.
- The Dollyrots, qui a joué dans l'épisode Multiple Choice leur hit Because I'm Awesome, pendant une fête organisée par les Omega Chi.

- Et le groupe The Perishers dans l'épisode Freshman Daze, a joué la chanson de la fin du bal, Nothing Like You And I.

Dans l'épisode 21 de la saison 1 (Barely Legal), la chanteuse Marié Digby apparait et interprète sa chanson intitulée Better Off Alone.

## Fiche technique

### Version française
- Studio d'enregistrement : Dubbing Brothers Belgique
- Direction artistique : Alexandra Corréa
- Adaptation : Catherine Zitouni

## Distribution

### Personnages principaux
- Jacob Zachar (VFB : Aurélien Ringelheim) : Russell « Rusty » Alan Cartwright alias « Le Baveux » (ΚΤΓ)
- Spencer Grammer (VFB : Maia Baran) : Casey Cartwright (ZBZ)
- Scott Michael Foster (VFB : Sébastien Hébrant) : Cappie, « Capitaine » John Paul Jones (ΚΤΓ)
- Jake McDorman (VFB : Mathieu Moreau) : Evan Chambers (ΩΧΔ)
- Paul James (VFB : Pablo Hertsens) : Calvin Owens (ΩΧΔ)
- Amber Stevens (VFB : Micheline Tziamalis) : Ashleigh Howard (ZBZ)
- Dilshad Vadsaria (VFB : Audrey d'Hulstère) : Rebecca Logan (ZBZ)
- Clark Duke (VFB : Gauthier de Fauconval) : Dale Kettlewell (anti-cercle/ΩΧΔ)

### Personnages récurrents
- Tiffany Dupont (VFB : Alice Ley) : Frannie Morgan (ZBZ/IKI) (saisons 1, 2 & 4)
- Jessica Rose : Jen K (ZBZ) (saisons 1, 2 & 4)
- Derek Mio (VFB : Bruno Mullenaerts, saison 1) (VFB : Alessandro Bevilacqua) : Wade (ΚΤΓ) (saisons 1 à 4)
- Zack Lively (VFB : Christophe Hespel) : Jess (ΚΤΓ) (saisons 1 à 4)
- Aaron Hill (VFB : Thierry Janssen) : Walter « Le Brouteur » Boudereaux (Beaver en VO) (ΚΤΓ) (saisons 1 à 4)
- Dan Castellaneta (VFB : Michel Hinderyckx) : Dr Milton Hastings (saisons 1 à 3)
- Johanna Braddy : Jordan Reed (ZBZ) (saisons 2 & 3)
- Nora Kirkpatrick : Katherine Parker (saisons 3 & 4)

### Personnages secondaires
- Daniel Weaver (VFB : Grégory Praet) : Ben Bennett (ΚΤΓ)
- Eileen Boylan : Betsy
- Gregory Michael : Grant Ellis (ΩΧΔ) (saisons 2 et 3)
- Michael Rady (VFB : Alain Eloy) : Max Tyler (saison 2)
- Jesse McCartney (VFB : Yvan Reekmans) : Andy (ΚΤΓ) (saison 2)
- Charisma Carpenter (VFB : Guylaine Gibert) : Tegan Walker (ZBZ national)
- Senta Moses (VFB : Cécile Florin) : Lizzie (ZBZ national)
- Jessica Lowndes : Mandi (ZBZ)
- Carol Potter (VFB : Rosalia Cuevas) : Paula Baker
- Marisa Lauren (VFB : Jennifer Baré) : Brenda
- Aynsley Bubbico (VFB : Valérie Muzzi) : Laura
- Jhoanna Flores : Libby (ZBZ)
- Steffany Huckaby : Beth
- Anna Osceola : Robin Wylie
- Geoffrey Arend (VFB : Erwin Grünspan) : Joe l’Égyptien (Ancien président de ΚΤΓ) (saison 1)
- Paul T. Moore : Keith
- Adam Crosby : Pickle
- Dave Franco : Gonzo
- Bobby Campo (VFB : Antoni Lo Presti) : Trent (ΩΧΔ)
- Krishna Cole : Dino
- Joe Capece : O'Toole
- Alan Ruck (VFB : Olivier Cuvellier) : Dean Bowman
- Max Greenfield (VFB : Marc Weiss) : Michael
- Lisa Wilhoit : Tina
- Kevin Kirkpatrick : Officier Huck
- Andrew James West (VFB : Alexandre Crépet) : Fisher
- Kristen O'Meara : Sheila
- Jesse Williams (VFB : Philippe Allard) : Drew Collins
- Olesya Rulin : Abby (ZBZ) (saisons 2 et 3)
- Andrew St John : Nate Radcliffe (saison 3, épisode 6)
- Olivia Munn : Lana, ex-petite amie de Cappie (saison 3, épisode 9)
- Yani Gellman : Pete (ΩΧΔ) (saison 3)
- Nora Kirkpatrick : Katherine (saison 3)

Source : DSD (Doublage Séries Database)

## Épisodes
| Saisons  | Saisons DVD | Nombre d'épisodes | Années      | Diffusion en France                   | Diffusion en France                     | Audience moyenne (en millions) | Audience moyenne (en millions) |
| Saisons  | Saisons DVD | Nombre d'épisodes | Années      | June                                  | Virgin 17 devenue Direct Star           | Drapeau des États-Unis         | Drapeau de la France           |
| -------- | ----------- | ----------------- | ----------- | ------------------------------------- | --------------------------------------- | ------------------------------ | ------------------------------ |
| Saison 1 | 1           | 1 - 10            | 2007 - 2008 | ?                                     | du 1er janvier 2008 au 29 janvier 2008  | ?                              | ?                              |
| Saison 1 | 2           | 11 - 22           | 2007 - 2008 | ?                                     | du 22 juin 2008 au 26 juin 2008         | ?                              | ?                              |
| Saison 2 | 3           | 1 - 10            | 2008 - 2009 | du 2 mars 2009 au 30 mars 2009        | du 22 mai 2009 au 19 juin 2009          | ?                              | ?                              |
| Saison 2 | 4           | 11 - 22           | 2008 - 2009 | du 6 septembre 2010 au 4 octobre 2010 | du 1er octobre 2010 au 26 novembre 2010 | ?                              | ?                              |
| Saison 3 | 5           | 1 - 10            | 2009 - 2010 | du 5 janvier 2011 au 14 février 2011  | indéterminée                            | ?                              | ?                              |
| Saison 3 | 5           | 11 - 20           | 2009 - 2010 | du 5 janvier 2011 au 14 février 2011  | ?                                       | ?                              | ?                              |
| Saison 4 | 6           | 10                | 2011        | du 7 janvier 2012 au 4 février 2012   | ?                                       | ?                              | ?                              |

## Commentaires
- Tom Amandes joue le père de Jordan (Johanna Braddy)[1].

## Audiences
La série a été diffusée aux États-Unis sur ABC Family (et les 4 premiers épisodes rediffusés sur ABC). Après une première saison plutôt correcte au niveau des audiences, la série a eu beaucoup de mal, tombant ainsi sous la barre du million de téléspectateurs. Celle-ci a eu la chance d'obtenir un renouvellement pour une troisième puis quatrième saison.